# 핵무기의 역사
1930년대에 이루어진 주요 과학적 혁신을 바탕으로 영국은 제2차 세계 대전 중인 1941년에 코드명 튜브 앨로이스(Tube Alloys)라는 세계 최초의 핵무기 연구 프로젝트를 시작했다. 미국은 영국과 협력하여 핵분열을 이용한 무기를 만들기 위해 이듬해 맨해튼 계획을 시작했다. 이 계획에는 캐나다도 포함되었다. 1945년 8월, 전쟁이 끝난 후 미국이 영국의 동의를 받아 일본에 대해 히로시마와 나가사키에 원자폭탄을 투하했는데, 이는 현재까지 적대 행위에서 핵무기를 사용한 유일한 사례로 남아 있다.
소련은 얼마 지나지 않아 자체 원자폭탄 프로젝트로 개발을 시작했고, 얼마 지나지 않아 양국은 수소폭탄이라는 더욱 강력한 핵융합무기를 개발하기 시작했다. 영국과 프랑스는 1950년대에 자체 시스템을 구축했으며, 이후 수십 년 동안 핵 능력을 갖춘 국가의 수가 점차 늘어났다.
핵무기는 핵분열과 핵융합 반응이 결합되어 발생하는 엄청난 파괴력을 지니고 있다.

## 같이 보기
- 핵무기 목록
- 원거리 무기
- 대량살상무기